# Matrimonio mistico di santa Caterina d'Alessandria e tre santi in un paesaggio
Il Matrimonio mistico di santa Caterina d'Alessandria e tre santi in un paesaggio è un dipinto a olio su tavola (156x123 cm) di Correggio, databile al 1512 circa e conservato nell'Institute of Arts di Detroit.

## Storia
L'opera si trovava nel lotto di capolavori dei Gonzaga a Mantova che venne venduto a Carlo I d'Inghilterra, probabilmente proveniente da un altare di una chiesa della zona, come farebbe pensare il formato. Con la decapitazione del re, Cromwell mise all'asta la maggior parte delle collezioni e l'opera di Correggio finì in una collezione londinese, per passare poi a Vienna e ad Amsterdam, sempre in mani private. Nel 1925 fu acquistata dai Duveen Brothers che la portarono negli Stati Uniti; venduta ad Anna Scripps Whitcomb fu donata poi al museo nel 1926.
La datazione è di solito riferita alla fase giovanile, in ogni caso prima della Madonna di San Francesco e dopo il Matrimonio mistico di Washington, assai più rigido.

## Descrizione e stile
In un paesaggio ombreggiato da un boschetto, la Madonna porge il Bambino che tiene in grembo a santa Caterina d'Alessandria, inginocchiata a destra, la quale sta progendo il dito anulare per essere sposata simbolicamente con l'anello di Gesù. Tale iconografia, diffusissima fin dal medioevo, simboleggiava la dedizione perpetua alla verginità della ex-principessa (riconoscibile dalla palma del martirio e dalla ruota spezzata, oltre che dalla spada appoggiata lì vicino, con cui fu decapitata), in cui si potevano riconoscere tutte le donne che prendevano i voti o che comunque si ispiravano a una continenza coniugale di tipo cristiano.
Ai lati assistono alla scena con trepidante attesa san Giovanni Battista, che col suo gesto tipico indica Gesù, dirigendo l'attenzione dello spettatore, a cui rivolge lo sguardo, verso il nodo della scena, sant'Anna, dietro Maria con un gesto protettivo, e un altro santo vestito di rosso e reggente un libro, forse san Giuseppe o, più probabilmente, san Zaccaria. A destra, dietro Caterina, si apre un vibrante paesaggio, con un lontano castello immerso in una foresta sullo sfondo di montagne sfocate dalla foschia.
L'opera, in cui è leggibile un'influenza dei modi veneti filtrati da Dosso Dossi, pone l'accento sul senso della natura, che incombe sulla scena. I personaggi sono illuminati da una luce smorzata, che disegna ombre sfumate in una cromia generalmente accordata sui toni bruni, alla lombarda, accesi dai vividi rossi e arancioni di alcuni panneggi. Fa eccezione il volto di Caterina, illuminato in maniera più forte, in modo da disegnare un raffinatissimo profilo di bellezza ideale. La posizione del Bambino ricorda quello della Pala Montini di Cima da Conegliano, già nel Duomo di Parma.